# Ciclovia

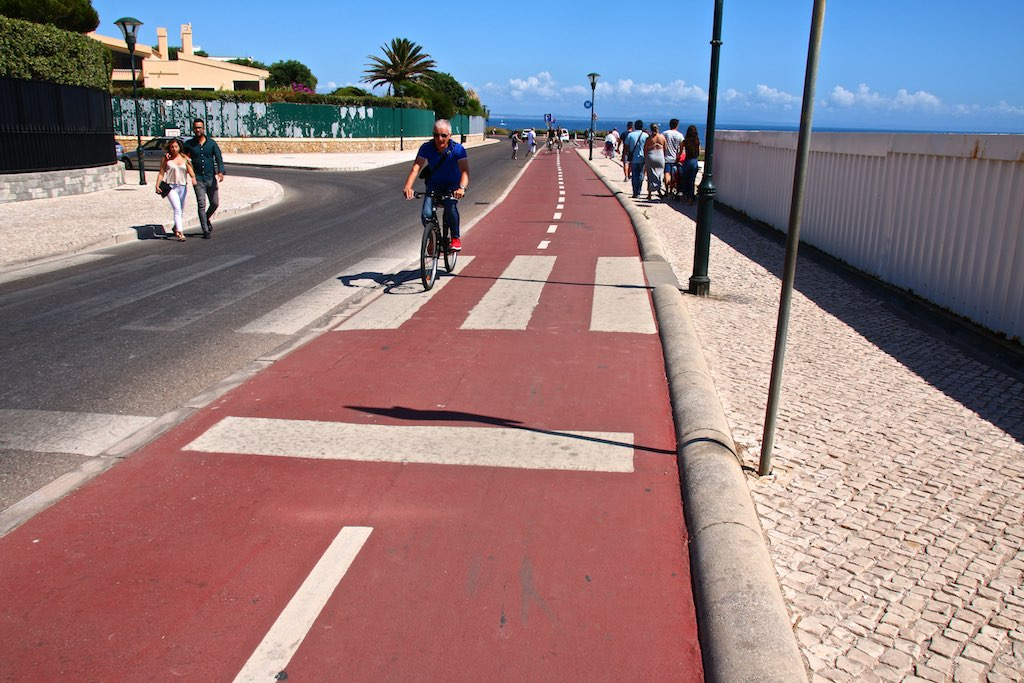
Ciclovia que une a vila de Cascais à Praia do Guincho em Portugal

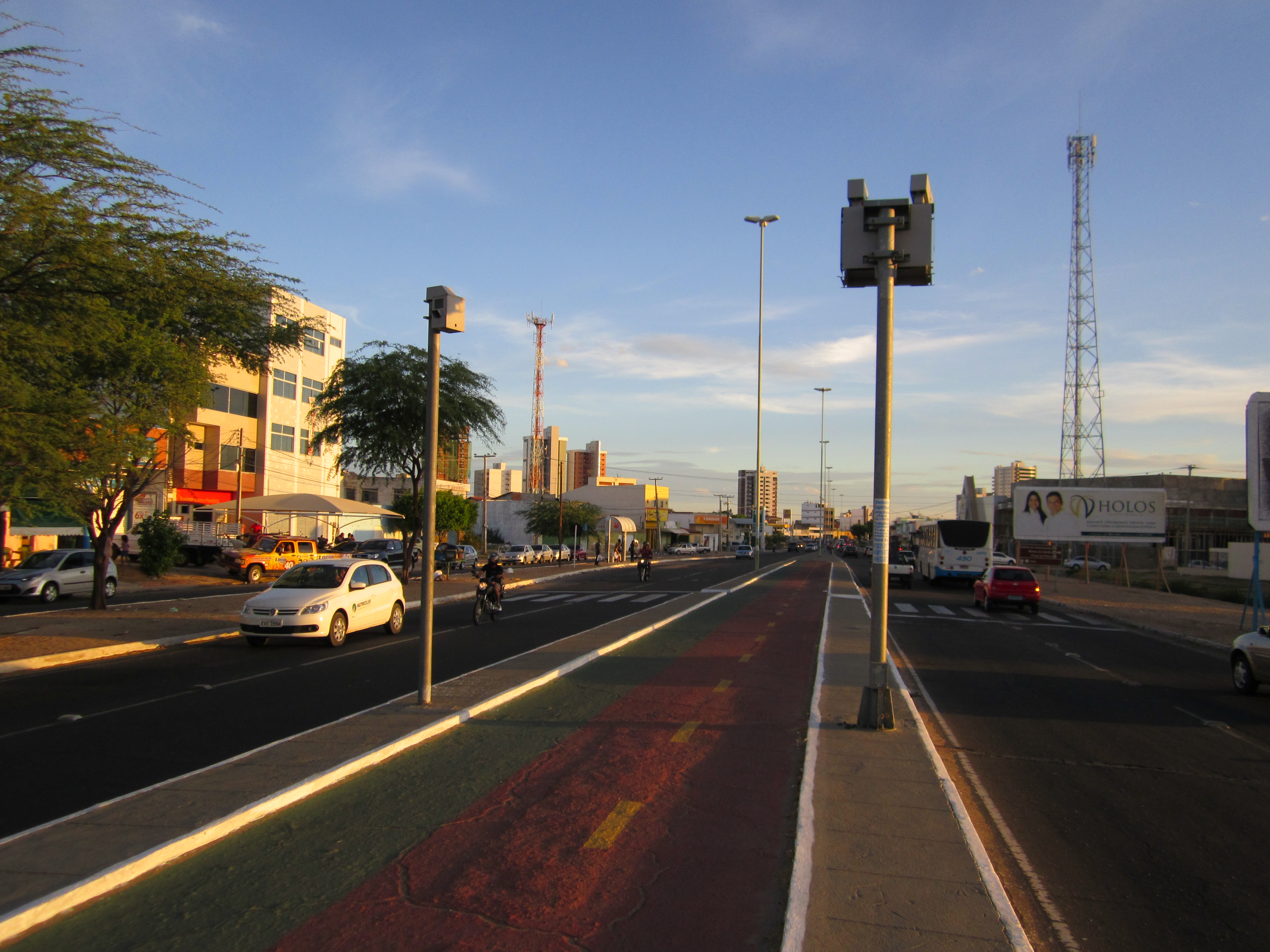
Ciclovia em Petrolina, estado de Pernambuco, Brasil

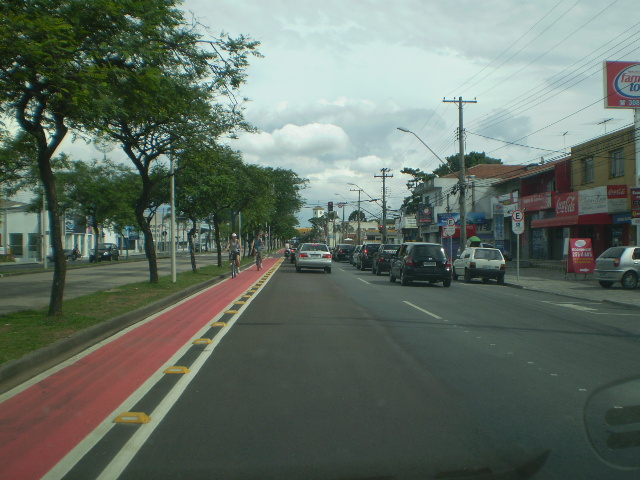
Ciclovia em Curitiba, Brasil

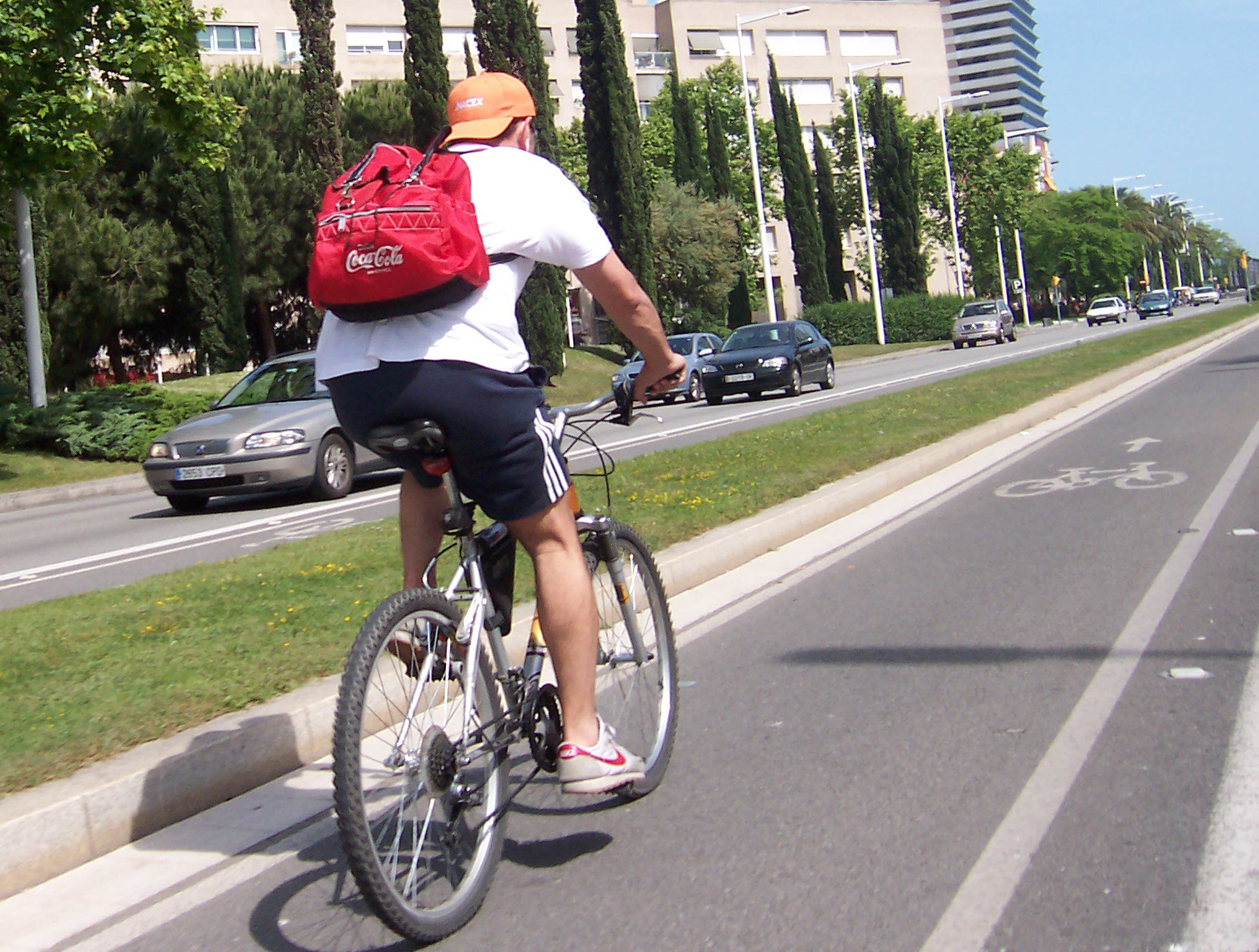
Ciclovia em Barcelona, Espanha

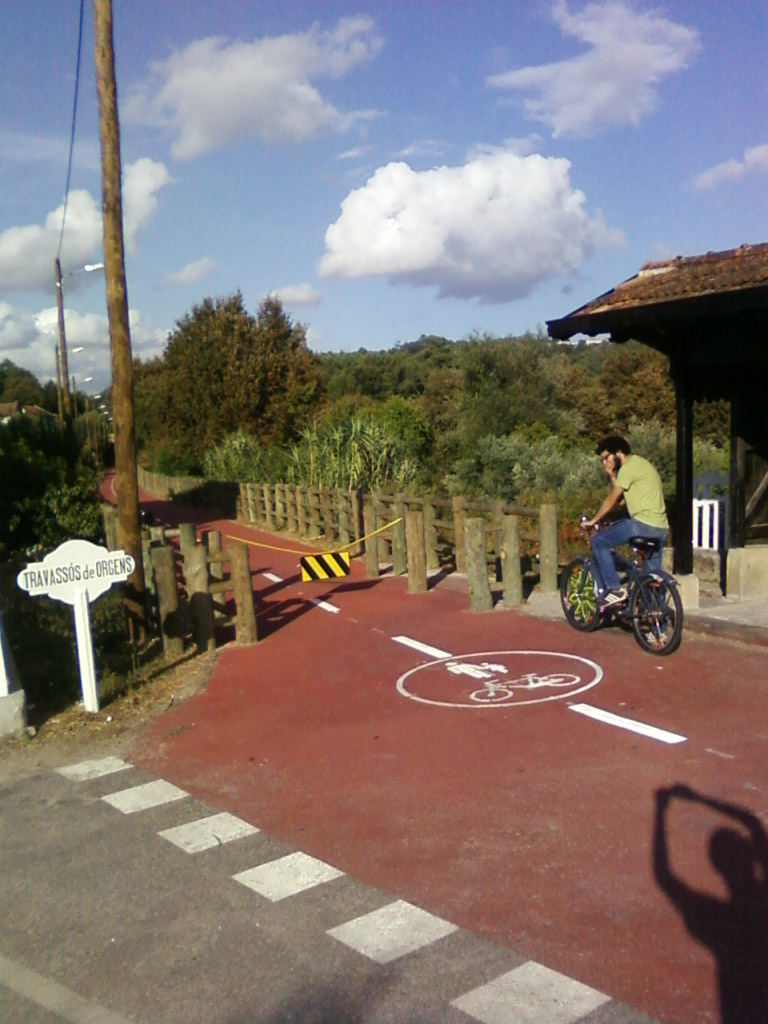
Ciclovia sobre leito da Linha do Dão, junto ao apeadeiro de Travassós de Orgens, Portugal

Uma ciclovia ou pista ciclável é um espaço destinado especificamente para a circulação de pessoas utilizando bicicletas. Há vários tipos de ciclovia, dependendo da segregação entre ela e a via de tráfego de automóveis:
- tráfego compartilhado: não há nenhuma delimitação entre as faixas para automóveis ou bicicletas, a faixa é somente alargada de forma a permitir o trânsito de ambos os veículos.
- ciclofaixa: é uma faixa das vias de tráfego, geralmente no mesmo sentido de direção dos automóveis e na maioria das vezes ao lado direito em mão única. Normalmente, nestas circunstâncias, a circulação de bicicletas é integrada ao trânsito de veículos, havendo somente uma faixa ou um separador físico, como blocos de concreto, entre si.
- ciclovia: é segregada fisicamente do tráfego automóvel. Podem ser unidireccionais (um só sentido) ou bidireccionais (dois sentidos) e são regra geral adjacentes a vias de circulação automóvel ou em corredores verdes independentes da rede viária.

## História
No Brasil, as ciclovias foram popularizadas por Fernando Haddad quando era prefeito de São Paulo, uma das cidades com o trânsito mais congestionado do mundo, tornando-a campeã em ciclovias no país. Outras cidades brasileiras, como Niterói, tem investido via suas secretarias de Clima em criar mais ciclovias e acesso à bicicletas para aumentar mobilidade urbana com baixo impacto de carbono.

## Segurança

### Meio urbano
Dados e estudos em diversos países contrariam a crença de que ciclovias aumentam a segurança do ciclista no meio urbano.  (Mas seria necessário comprovar através de outros dados e mais referências). Visto que, numa ciclovia, o ciclista está separado do fluxo de veículos, sua interação com outros motoristas e sua visibilidade são prejudicadas em cruzamentos. No meio urbano, a maioria dos acidentes com ciclistas ocorre justamente em cruzamentos (enquanto colisões traseiras só são significativas em vias interurbanas ou arteriais) e isto é agravado quando se constrói ciclovias.
Nos EUA, Reino Unido, Alemanha, Suécia, Dinamarca, Canadá e na Finlândia, foi constatado que a instalação de ciclovias resultaram num aumento significativo, de até 12 vezes, na taxa de colisões entre carros e bicicletas por quilômetro pedalado.
Em Helsinki, pesquisas têm mostrado que os ciclistas tem mais segurança pedalando nas ruas compartilhando o tráfego com outros veículos do que quando usam os 800 km de ciclovias da cidade. A polícia e o senado de Berlin conduziram estudos que levaram a uma conclusão similar nos anos 1980. Em Berlin, apenas 10% das vias têm ciclovias, mas as ciclovias produzem 75% das mortes e demais acidentes de ciclistas. Ciclofaixas são menos perigosas do que ciclovias, mas mesmo aos exemplos melhor implementados foram associados um aumento de 10% de acidentes.
Apesar dos resultados acima, algumas pesquisas de Copenhague também mostram que apesar do número absoluto de acidentes com ciclistas aumentarem, a chance de cada ciclista individualmente sofrer um acidente diminui. Isso por que o número de acidentes com ciclistas aumenta em um ritmo menor que o acréscimo de ciclistas observado ao adicionar ciclovias. Na pesquisa, se concluiu que:
1. Individualmente, há uma chance de 10 em 10 000 (ou 0,1%) de um ciclista sofrer acidente se não há pistas exclusivas.
2. Quando a pista exclusiva é adicionada, a taxa de acidentes aumenta em 9%. Ou seja, se havia 10 acidentes sem a pista a taxa aumenta 10,9 (ou aproximadamente 11). Por outro lado, o número de ciclistas aumenta em 18%, de 10 000 para 11 800 (ou 0,09%) em vez dos 0,1% originais.

### Estradas (vias arteriais ou rurais)
Dados de acidentes registrados pela polícia do Reino Unido indicam que em vias sem cruzamentos (vias arteriais ou interurbanas), 17% dos acidentes foram provocados por colisão traseira. A taxa de mortalidade aumenta com o limite de velocidade da estrada: 5% em estradas onde o limite é 50 km/h, 12% em  64 km/h, 21% em 100 km/h e 31% em 110 km/h.
O uso de espaços segregados para ciclistas em vias arteriais ou interurbanas parece estar associado à redução do risco de acidentes. Na Irlanda, a instalação de grandes acostamentos nas vias interurbanas na década de 1970 resultou num decréscimo de 50% de acidentes com ciclistas. Foi reportado que os Holandeses também encontraram  que vias segregadas para bicicletas levaram a uma redução de colisões no meio rural.

## Legislação
- São Paulo (SP) - Em São Paulo existe a lei 14 266 de 06 de fevereiro de 2007[17] de autoria do político Chico Macena que cria o Sistema Cicloviário do Município de São Paulo, reconhece a bicicleta como veículo, define bicicletário, ciclovia, paraciclo, faixas compartilhadas, cria integração com sistemas de transporte público e prevê a instalação de bicicletários e paraciclos em locais de grande fluxo de pessoas.

## Estrutura cicloviárias em capitais do Brasil
A tabela abaixo foi atualizada a partir de informações coletadas em abril de 2015 em prefeituras e organizações de cicloativistas associados à União dos Ciclistas do Brasil (UCB).
Entre 2011 e 2012, Brasília ultrapassou o Rio de Janeiro e é a cidade com maior estrutura cicloviária do Brasil. A capital federal e São Paulo foram as cidades brasileiras que mais ampliaram a estrutura para bicicletas nos últimos dois anos, mas ambas são criticadas por falhas e pela baixa qualidade das vias construídas ou demarcadas.
| Posição | Município      | Unidade federativa | Km    |
| ------- | -------------- | ------------------ | ----- |
| 1       | Brasília       | Distrito Federal   | 440   |
| 2       | Rio de Janeiro | Rio de Janeiro     | 374   |
| 3       | São Paulo      | São Paulo          | 265,5 |
| 4       | Curitiba       | Paraná             | 181   |
| 5       | Fortaleza      | Ceará              | 116,4 |
| 6       | Campo Grande   | Mato Grosso do Sul | 90    |
| 7       | Teresina       | Piauí              | 75    |
| 8       | Rio Branco     | Acre               | 74    |
| 9       | Belém          | Pará               | 71,9  |
| 10      | Belo Horizonte | Minas Gerais       | 70,4  |
| 11      | Florianópolis  | Santa Catarina     | 57    |
| 12      | Aracaju        | Sergipe            | 56    |
| 13      | João Pessoa    | Paraíba            | 50    |
| 14      | Vitória        | Espírito Santo     | 47    |
| 15      | Cuiabá         | Mato Grosso        | 37    |
| 16      | Recife         | Pernambuco         | 30,6  |
| 17      | Salvador       | Bahia              | 27    |
| 18      | Porto Alegre   | Rio Grande do Sul  | 21    |
| 19      | Manaus         | Amazonas           | 6     |